# Baptiste Rolland
Baptiste Jean Rolland (født 14. januar 2003) er en fransk fodboldspiller, der spiller som midterforsvarer for den danske Superliga- klub Lyngby Boldklub .

## Klubkarriere

### Ungdomsår
Rolland er en spiller fra Lille OSC, som han kom til i en alder af otte. Han tilbragte 10 år på klubbens akademi og senere også på klubbens reservehold, inden han forlod klubben efter gensidig aftale i september 2022.  Efter sin afgang fortsatte Rolland med at træne på Iris Club de Croix .

### Lyngby BK
Efter knap fire måneder uden klub skrev Rolland under med den danske Superliga-klub Lyngby Boldklub den 3. januar 2023, hvor han fik en kontrakt indtil juni 2025,   efter at have været på prøve i klubben i måneden op til det.  I sin første halve sæson i Lyngby spillede Rolland kun fire kampe; to for klubbens U-19-hold og to for klubbens reservehold.
I jagten på mere spilletid blev Rolland udlejet til den danske 1. divisionsklub Vendsyssel FF den 22. august 2023.  Det var dog et meget skuffende ophold med kun tre præstationer for Rolland, hvilket er grunden til, at låneperioden blev afsluttet tidligt, den 1. februar 2024.  Senere samme dag blev Rolland præsenteret for den danske 2. divisionsklub FA 2000 for resten af sæsonen.
Forud for sæsonen 2024-25 var Rolland endnu engang tilbage i Lyngby. Han fik sin officielle debut for klubben den 26. august 2024 i en ligakamp mod Viborg FF.

## Eksterne links
- Baptiste Rolland profil på Soccerway